# Gerbillus gerbillus
Gerbillus gerbillus är en däggdjursart som först beskrevs av Olivier 1801.  Gerbillus gerbillus ingår i släktet Gerbillus och familjen råttdjur. IUCN kategoriserar arten globalt som livskraftig. Inga underarter finns listade.

## Utseende
Arten liknar andra ökenråttor i utseende. Den når en kroppslängd (huvud och bål) av cirka 9 cm och svansen är lika lång eller något längre. Vikten ligger vid 23 g. Pälsen är på ryggen sandfärgad med gula eller orange skuggor. Det finns en ganska tydlig gräns mot den vita undersidan. Kring ögonen förekommer en otydlig vit ring och öronen är små jämförd med öronen av andra arter i samma släkte. För en bättre framkomlighet på sanden har Gerbillus gerbillus hår på fötternas undersida.

## Utbredning och habitat
Gerbillus gerbillus förekommer i Sahara och angränsande torra regioner i norra Afrika. I öst når arten Sinaihalvön, södra Israel och västra Jordanien. Habitatet utgörs främst av sandiga eller klippiga öknar med glest fördelade växter. Djuret hittas även vid stranden av saltsjöar samt i urbaniserade områden.

## Ekologi
Individerna letar på natten efter föda som utgörs av frön, frukter och unga växtskott. På dagen vilar de i självgrävda underjordiska bon. Boets djupaste delar ligger cirka 60 cm under markytan. Vanligen lever flera individer i samma bo och de tolererar även andra gnagare samt ödlor och paddor.
Parningen sker mellan januari och maj. Dräktigheten varar 20 till 22 dagar och sedan föds 3 till 6 nakna och blinda ungar. Hos andra arter av släktet får ungarna cirka en månad di.